# Kobylky
Kobylky (Ensifera) jsou podřád nebo řád hmyzu. Pokud je chápán jako podřád, řadí se mezi rovnokřídlé (Orthoptera). Do řádu kobylek řadíme i cvrčky a krtonožky.
V užším smyslu se pod kobylkami rozumí nadčeleď Tettigonioidea Krauss, 1902.

## Popis
Jejich křídla jsou přeměněna v kožovité krytky. Jejich ústní ústrojí je kousací, zadní nohy skákavé. Vyvíjí se proměnou nedokonalou. Mají dlouhá nitkovitá tykadla. Samci cvrkají pomocí přední části krytek. Samci Platycleis affinis, jednoho z druhů tohoto podřádu, mají v poměru ke zbytku těla největší varlata na světě. Samičky mají šavlovité kladélko. V holeni prvního páru noh je sluchové ústrojí. Všechny druhy jsou masožravé. Měří 1,5–7,5 cm. Většina druhů napodobuje listy nebo kůru.
Samice mají dlouhé kladélko, vajíčka kladou do rostlin nebo do půdy.

## Systém
Moderní systematika člení recentní kobylky do následujících nadčeledí:
- nadčeleď Grylloidea Laicharting, 1781 – cvrčci
- nadčeleď Gryllotalpoidea Leach, 1815 – krtonožky
- nadčeleď Hagloidea Handlirsch, 1906
- nadčeleď Rhaphidophoroidea Walker, 1869 – koníci
- nadčeleď Schizodactyloidea Blanchard, 1845
- nadčeleď Stenopelmatoidea Burmeister, 1838
- nadčeleď Tettigonioidea Krauss, 1902 – kobylky (v užším smyslu)

Fylogenetická analýza z r. 2017 potvrdila přirozenost všech těchto nadčeledí, jakož i sesterské postavení cvrčků a krtonožek, tvořících dohromady přirozený klad, v systému často uváděný jako infrařád Gryllidea.
Kobylky v užším smyslu (Tettigonioidea) tvoří dva přirozené klady, uváděné v moderním systému jako čeledi Tettigoniidae a Phaneropteridae (sensu Heller et al., 2014).

## Nejznámější druhy
- kobylka sága (Saga pedo)
- kobylka zelená (Tettigonia viridissima)
- kobylka dubová (Meconema thalassinum)
- kobylka révová (Ephippiger ephippiger)

## Fosilní nálezy
V roce 2012 byl popsán druh pravěké kobylky Archaboilus musicus, pocházející ze střední jury Číny. Po 165 milionech let dokázali vědci rozluštit zvuk, který samečci této dávné kobylky vydávali. Další výzkum publikovaný koncem roku 2022 tyto poznatky ještě více rozšířil a upřesnil.

## Kobylky v kultuře
O kobylkách se relativně často píše v bibli. Hebrejská bible obsahuje deset různých druhů takového hmyzu (kobylek, sarančat), ale překladatelé si s těmito názvy neuměli poradit a tak se ve Starém zákoně tradičně uvádí „kobylky“. Je to například osmá pohroma z deseti ran egyptských, kterými Bůh postihl Egypt, protože faraon nechtěl propustit izraelský lid. V Novém zákoně je apokalyptická vize kobylek ohlašující Poslední soud ve Zjevení Janově. Kobylkami a medem divokých včel se podle Matouše v pustině živil Jan Křtitel; jiné překlady však jako jeho potravu uvádějí svatojánský chléb.